# Taurean Prince
Taurean Waller-Prince (San Marcos, Texas, 22 de marzo de 1994) es un baloncestista estadounidense que pertenece a la plantilla de los Milwaukee Bucks de la NBA. Con 1.98 metros de estatura, juega en la posición de alero.

## Trayectoria deportiva

### Universidad
Jugó cuatro temporadas con los Bears de la Universidad de Baylor, en las que promedió 10,2 puntos, 2,7 rebotes y 4,2 asistencias por partido. En 2015 fue elegido mejor sexto hombre de la Big 12 Conference, e incluido en el segundo mejor quinteto de la conferencia, apareciendo en el primero al año siguiente, liderando la misma en porcentaje de tiros de campo.

#### Estadísticas
| Año     | Equipo | PJ  | PT | MPP  | %TC  | %3P  | %TL  | RPP | APP | ROB | TPP | PPP  |
| ------- | ------ | --- | -- | ---- | ---- | ---- | ---- | --- | --- | --- | --- | ---- |
| 2012–13 | Baylor | 24  | 0  | 6.4  | .583 | .333 | .727 | 2.2 | .1  | .4  | .1  | 3.7  |
| 2013–14 | Baylor | 38  | 2  | 14.3 | .465 | .366 | .709 | 2.8 | .6  | .5  | .2  | 6.2  |
| 2014–15 | Baylor | 33  | 6  | 26.3 | .472 | .395 | .644 | 5.6 | 1.3 | 1.5 | .9  | 13.9 |
| 2015–16 | Baylor | 34  | 34 | 30.6 | .432 | .361 | .774 | 6.1 | 2.3 | 1.3 | .7  | 15.9 |
| Total   | Total  | 129 | 42 | 20.2 | .460 | .376 | .718 | 4.2 | 1.1 | .9  | .5  | 10.2 |

### Profesional
Fue elegido en la decimosegunda posición del Draft de la NBA de 2016 por Chicago Bulls, pero fue enviado a los Atlanta Hawks al día siguiente en un acuerdo a tres bandas, en el que Indiana Pacers adquirían a Jeff Teague de los Hawks, los Pacers mandaban a George Hill a los Jazz, y estos la duodécima elección del draft a los Hawks. Debutó el 27 de octubre en un partido ante los Washington Wizards.
Tras tres años en Atlanta, el 6 de julio de 2019, Prince, es traspasado a Brooklyn Nets a cambio de Allen Crabbe El 21 de octubre de 2019, firma una extensión de contrato con los Nets por 2 años y $29 millones.
El 13 de enero de 2021, es traspasado a Cleveland Cavaliers en un acuerdo que involucra a cuatro equipos.
El 29 de julio de 2021, durante la noche del draft de la NBA, se hace oficial su traspaso a Minnesota Timberwolves a cambio de Ricky Rubio.
El 28 de junio de 2022, acuerda una extensión de contrato con Minnesota, por 2 años y $16 millones.
Tras rechazar su opción de jugador con los Wolves, el 30 de junio de 2023, firma por un año con Los Angeles Lakers.
El 3 de julio de 2024 firma por una temporada con Milwaukee Bucks.

### Selección nacional
Disputó con la selección de Estados Unidos los Juegos Panamericanos de 2015, donde conquistaron la medalla de bronce con un equipo liderado por Bobby Brown y Anthony Randolph.

## Estadísticas de su carrera en la NBA

### Temporada regular
| Año     | Equipo      | PJ  | PT  | MPP  | %TC  | %3P  | %TL  | RPP | APP | ROB | TPP | PPP  |
| ------- | ----------- | --- | --- | ---- | ---- | ---- | ---- | --- | --- | --- | --- | ---- |
| 2016-17 | Atlanta     | 59  | 10  | 26.6 | .40  | .36  | .78  | 45  | .9  | .7  | .5  | 5.7  |
| 2017-18 | Atlanta     | 82  | 82  | 30.0 | .426 | .385 | .844 | 4.7 | 2.6 | 1.0 | .5  | 14.1 |
| 2018-19 | Atlanta     | 55  | 47  | 28.2 | .441 | .390 | .819 | 3.6 | 2.1 | 1.0 | .3  | 13.5 |
| 2019-20 | Brooklyn    | 64  | 61  | 29.0 | .376 | .339 | .798 | 6.0 | 1.8 | .9  | .4  | 12.1 |
| 2020-21 | Brooklyn    | 12  | 4   | 18.2 | .405 | .351 | .889 | 2.8 | .6  | .7  | .7  | 8.1  |
| 2020-21 | Cleveland   | 29  | 6   | 23.7 | .399 | .415 | .837 | 3.7 | 2.4 | .7  | .5  | 10.1 |
| 2021-22 | Minnesota   | 69  | 8   | 17.1 | .454 | .376 | .756 | 2.5 | 1.0 | .7  | .3  | 7.3  |
| 2022-23 | Minnesota   | 54  | 4   | 22.1 | .467 | .381 | .844 | 2.4 | 1.6 | .5  | .3  | 9.1  |
| 2023-24 | L.A. Lakers | 78  | 49  | 27.0 | .442 | .396 | .735 | 2.9 | 1.5 | .7  | .4  | 8.9  |
| 2024-25 | Milwaukee   | 80  | 73  | 27.1 | .457 | .439 | .813 | 3.6 | 1.9 | 1.0 | .2  | 8.2  |
| Total   | Total       | 582 | 344 | 24.7 | .428 | .384 | .811 | 3.6 | 1.7 | .8  | .4  | 9.9  |

### Playoffs
| Año   | Equipo      | PJ | PT | MPP  | %TC  | %3P  | %TL   | RPP | APP | ROB | TPP | PPP  |
| ----- | ----------- | -- | -- | ---- | ---- | ---- | ----- | --- | --- | --- | --- | ---- |
| 2017  | Atlanta     | 6  | 6  | 31.2 | .558 | .286 | 1.000 | 5.3 | 1.3 | .3  | .2  | 11.2 |
| 2022  | Minnesota   | 5  | 0  | 13.0 | .370 | .286 | .857  | 1.6 | 1.2 | .4  | .2  | 6.0  |
| 2023  | Minnesota   | 5  | 1  | 20.0 | .364 | .381 | .778  | 1.4 | .8  | .6  | .2  | 7.8  |
| 2024  | L.A. Lakers | 5  | 0  | 22.2 | .414 | .294 | 1.000 | 2.4 | .6  | .2  | .4  | 7.4  |
| 2025  | Milwaukee   | 5  | 2  | 12.2 | .200 | .222 | -     | 2.5 | 1.1 | .4  | .2  | 1.2  |
| Total | Total       | 26 | 9  | 20.2 | .430 | .307 | .897  | 2.5 | 1.0 | .4  | .2  | 6.9  |

## Vida personal
El 25 de agosto de 2022, fue arrestado por una "orden de extradición fuera del estado" en el Aeropuerto Internacional de Miami por un cargo de posesión de drogas peligrosas procedente de Texas.